# Denis Caniza
Denis Ramón Caniza Acuña (Bella Vista, 1974. augusztus 29. –) paraguayi labdarúgóhátvéd.
A paraguayi válogatott színeiben részt vett az 1998-as, a 2002-es, a 2006-os és a 2010-es labdarúgó-világbajnokságon.